# Kirguises
Los kirguises, kirguisos o kirguizos (chino simplificado: 柯尔克孜族; chino tradicional: 柯爾克孜族; pinyin: kē'êrkèzī zú; en kirguís: кыргыздар, romanizado: kyrgyzdar; en ruso: киргизы, romanizado: kirguizi) son un pueblo de origen túrquico-mongol y constituye una de las 56 minorías étnicas oficialmente reconocidas por el gobierno de la República Popular China. Su población total es de unos 4 millones de habitantes, repartidos principalmente en Kirguistán, con una población en China de unas 160 000 personas, que se concentran en la región autónoma uigur de Xinjiang y en pequeños grupos en Heilongjiang. Se considera que hay 40 tribus de etnia kirguís diferentes, lo que se simboliza en la bandera de Kirguistán, en cuyo centro aparece un sol del que salen 40 rayos.

## Idioma
El kirguís pertenece a la rama de las lenguas túrquicas. Es, junto con el ruso, la lengua oficial de Kirguistán.
La variante hablada en China incluye muchos vocablos tomados del mandarín. Tiene dos dialectos (dos variantes): el kirguís del norte y el kirguís del sur, ambas con el mismo vocabulario pero con diferente pronunciación.
Hasta el siglo VIII disponía de un sistema de escritura llamado Yeniséi; a partir de esa época, la escritura se perdió y apenas quedan rastros de ella. En 1950 se desarrolló un nuevo alfabeto basado en el alfabeto latino. En el Kirguistán actual se utiliza un sistema de escritura basado en el alfabeto cirílico.

## Historia
Los antepasados de la etnia kirguís son el pueblo de los jiankun, que vivieron hace más de 2,000 años en la zona cercana al río Yeniséi. Tras la victoria de la dinastía Yuan sobre el Janato del este en el siglo VII, la etnia kirguís entró por primera vez en contacto con el resto de China, ya que parte de sus territorios quedó bajo control imperial.
Durante las dinastías Liao y Song se los conoció con el nombre de xiajias o xiajiaz. Se trataba todavía de tribus dispersas de carácter nómada. A partir de la dinastía Ming estas tribus se unificaron y se establecieron de un modo estable en la zona de las montañas Tian Shan.
En 1944, el Kuomintang decidió cerrar algunos de los campos destinados a pastos de la etnia kirguís alegando "motivos de seguridad fronteriza". La medida dejaba sin medio de subsistencia a un gran número de kirguises, que terminaron sublevándose en lo que se conoció como la "revolución Puli". [cita requerida]

## Cultura

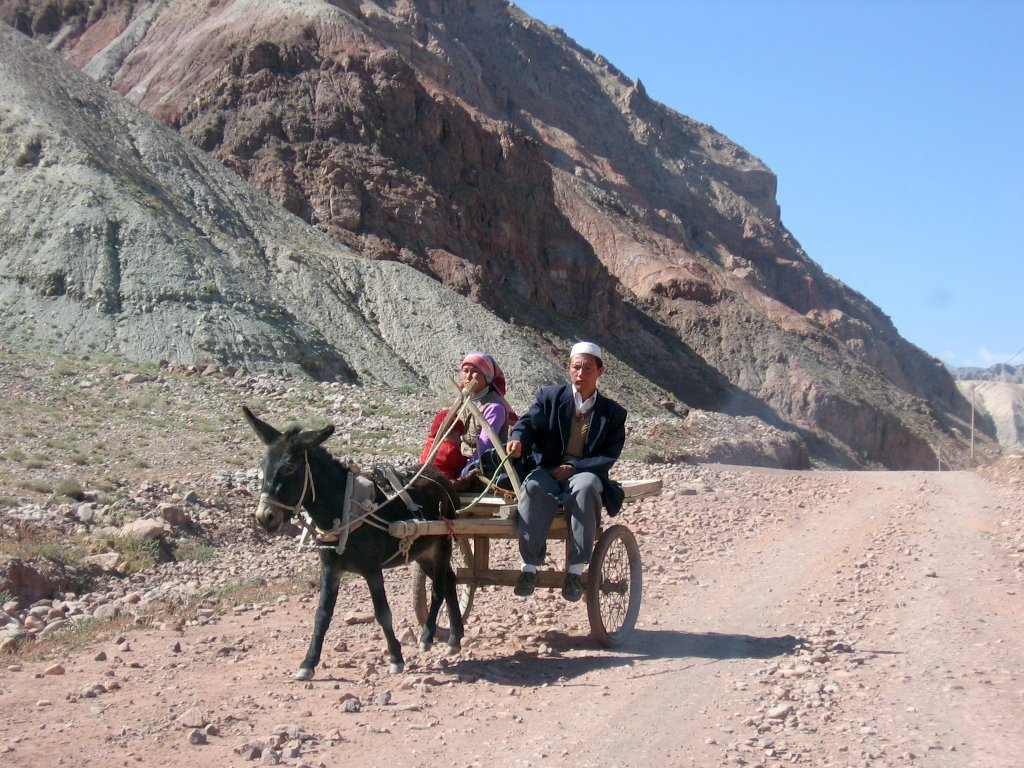
Miembros de la etnia kirguís en Oytak.

Al ser por tradición un pueblo nómada, la vivienda de los kirguises consistía en una tienda, cubierta con una capa de hierba para proteger el interior de las temperaturas extremas. Hasta tres generaciones diferentes solían compartir vivienda, ya que los hijos seguían viviendo en la tienda familiar después de contraer matrimonio.
La vestimenta tradicional de las mujeres consistía en chaquetas anchas con botones realizados en plata. Las faldas largas solían estar ribeteadas con piel de animal. Las solteras se peinaban con numerosas trenzas que se reducían a dos a partir de que contraer matrimonio.
Los hombres vestían camisas de cuello redondo y chaquetas de lana de oveja. Los pantalones son anchos y suelen usar botas de caña alta. Cubren sus cabezas con sombreros adornados con pieles de animales.
Antiguamente, los padres eran los encargados de preparar los matrimonios de sus hijos, incluso antes de que nacieran. En los poblados kirguises, el trabajo está claramente dividido entre sexos; las mujeres, además de las tareas domésticas, se encargan de las labores menos pesadas, como el ordeño de los animales o su alimentación; los hombres realizan los trabajos más pesados, como cortar leña o domar a los caballos.
Manás es un poema épico del pueblo kirguís y el nombre de su héroe épico. El poema, que es veinte veces más largo que la Odisea de Homero, cuenta la historia patriótica de Manás y de sus descendentes, quienes pelearon contra los uigures en el siglo IX.
Chingiz Aitmátov fue un escritor de fama mundial, tanto en ruso como kirguís, y es la figura más conocida de la literatura de Kirguistán del siglo XX.

## Religión
Un importante número de kirguís son fieles al islam, religión que apareció con fuerza en China durante los siglos XVII y XVIII. Sin embargo, aún existe un numeroso grupo que practica el politeísmo. Uno de sus principales dioses es el "dios serpiente".